# Срезневський Іван Овсійович
Іван Овсійович Срезневський (*20 лютого (3 березня) 1770 — †12 (24) вересня 1820) — професор (з 1813) красномовства, поезії й слов'янських мов Харківського університету, батько Ізмаїла Срезневського. Російський поет-класицист, перекладач Овідія, Горація, старозавітної релігійної лірики (Псалмів, Пісні пісень) та автор ориґінальних класицистичних од і епіграм, як і пісень у псевдонародному стилі, друкованих, зокрема, в харківських журналах «Украинскій Вестникъ» і «Харьковскій Демокритъ».